# Мейбом, Фёдор Фёдорович
Фёдор Фёдорович Мейбом (4 мая 1894 года, Моршанский уезд, Тамбовская губерния, Российская империя — 2 декабря 1978 года, Лас-Вегас, США) — подполковник (1920). Военный деятель, участник 1-й мировой и Гражданской войны. Родился в семье бывшего офицера, участника русско-турецкой войны 1877—1878 гг., впоследствии ставшего учёным лесоводом, главным управляющим имениями графа Орлова-Денисова. Предки его были шведского происхождения и жили в России со времен Императора Петра I.

## Образование и начало военной службы
Фёдор Мейбом провел детство в Моршанском уезде, Тамбовской губернии. В 1912 году поступил во Владимирское военное училище, которое окончил старшим портупей-юнкером 1 октября 1914 года и вышел подпоручиком в 32-й инженерный отдельный батальон, дислоцировавшийся в районе г. Проскурова. Служил в телеграфно-телефонной роте. В 1915 году перевелся в 497-й пехотный Белецкий полк 125-й пехотной дивизии и проходил службу на должности командира 1-го взвода 1-й роты 1-го батальона. В 1915 году произведен в поручики. В 1916 году участвовал в Брусиловском прорыве (на Луцком направлении), был ранен, произведен в штабс-капитаны. В феврале 1917 года стал капитаном, заместителем командира полка. Одним из первых вступил в формировавшиеся ударные батальоны. В мае 1917 года за отказ принести присягу Временному правительству был арестован и отправлен в город Луцк на гауптвахту. В конце октября был отпущен и стал пробираться в Казань к своему брату. По дороге случайно встретился с полковником А. П. Перхуровым, будущим главой Ярославского восстания.

## Участник антибольшевистского подполья
В 1918 г. в Казани вступил в тайную офицерскую организацию, после её разгрома бежал из города. Через некоторое время вступил в партизанский отряд поручика Г. К. Ватягина и в его составе 6 августа участвовал во взятии Казани. В тот же день он рядовым добровольцем вступил в 1-ю офицерскую роту полковника Радзевича, где почти сразу же стал командиром взвода, и в её составе участвовал в боях под Свияжском. Вскоре он был назначен командиром батальона Народной армии Комуча, сформированного из добровольцев-татар, с которым и дрался под Казанью вплоть до самого оставления города 10 сентября. Батальон Ф. Ф. Мейбома был влит в 10-й Казанский стрелковый полк, а он сам стал командиром 1-го батальона. Полк входил в состав Казанской отдельной стрелковой бригады Симбирской группы войск полковника В. О. Каппеля. В ноябре Мейбом был ранен и отправлен в госпиталь в г. Ново-Николаевск.
После поправки Ф. Ф. Мейбом был направлен в формировавшуюся под городом 13-ю Сибирскую стрелковую дивизию на должность командира 1-го батальона 49-го Сибирского стрелкового полка. Во главе батальона он участвовал в боях под Челябинском с 17 июля по 4 августа 1919 г., где и погибла 13-я Сибирская дивизия, о чём автор подробно рассказывает в своих мемуарах. Ф. Ф. Мейбом сумел сохранить 49-й Сибирский полк и был назначен сперва помощником командира, а затем и его командиром. С полком он проделал весь Сибирский Ледяной поход, после чего в Чите в начале 1920 г. стал командиром Офицерской роты при Волжской генерала Каппеля бригаде. Вскоре Ф. Ф. Мейбом получил назначение командиром бронепоезда «Витязь»(ДвА), которым и командовал вплоть до оставления белыми Забайкалья в конце ноября 1920 г.
После переброски в Приморье части армии произвели переворот в г. Владивостоке. Белоповстанческая армия, так теперь она называлась, захватила зимой 1921—1922 гг. Хабаровск, но была вынуждена отступить. В начале 1922 г. Ф. Ф. Мейбом был назначен командиром Военного батальона милиции и офицерского отряда во Владивостоке. В эмиграции — в Китае, участвовал в антибольшевистском движении, как и Эрнест Федорович Мейбом.
После II мировой войны переехал в США. В эмиграции одно время являлся председателем отдела Русского Обще-Воинского Союза в штате Мичиган.

## Семья
- Брат Георгий Фёдорович (1888—1942); поручик 5-го Уланского полка. Летом 1918 — агроном в Казани, затем в Белых войсках Восточного фронта в драгунском полку.
- Брат Борис Фёдорович (?-1925); капитан, расстрелян в 1925 г. в Киеве.
- Брат Эрнест Фёдорович (1885—1950); врач, воевал в белых войсках Восточного фронта, в эмиграции в Китае.
- Сестра Лидия Фёдоровна (1889—1969).